# 2С5
2С5 «Гиацинт-С» (индекс ГАБТУ — объект 307) — советская 152-мм армейская самоходная пушка. Разработана на Уральском заводе транспортного машиностроения. Главный конструктор шасси — Г. С. Ефимов, 152-мм пушки 2А37 — Ю. Н. Калачников, 152-мм боеприпасов — А. А. Каллистов. Предназначена для подавления и уничтожения средств ядерного нападения, поражения органов управления, тылов, живой силы и боевой техники противника в местах сосредоточения и в опорных пунктах, а также для разрушения фортификационных сооружений.

## История создания
С отставкой Н. С. Хрущёва, после почти десятилетнего перерыва, работы по артиллерийскому вооружению в СССР были возобновлены. Сначала на базе отдела ракетного вооружения Третьего центрального научно-исследовательского института, а затем уже во вновь воссозданных подразделениях артиллерийского вооружения. В 1965 году Министром обороны СССР была утверждена программа развития артиллерии. К этому моменту на вооружении армии США уже состояли корпусные САУ M107. В то же время результаты применения пушек М-46 в артиллерийской дуэли между Китаем и Тайванем показали недостаточную дальность стрельбы советской корпусной артиллерии, поэтому назрела необходимость разработки новой системы повышенной дальности стрельбы. В период с 1968 по 1969 год 3 ЦНИИ совместно с предприятиями оборонной промышленности выполнил НИР «Успех», в рамках которой был определён облик перспективных артиллерийских систем и их направления развития вплоть до 1980 года, а 8 июня 1970 года выходит постановление ЦК КПСС и Совета министров СССР № 427—151. В соответствии с этим постановлением была официально начата разработка новой 152-мм корпусной пушки как в буксируемом, так и в самоходном варианте.
Предварительно, 27 ноября 1968 года Министерство оборонной промышленности утвердило решение № 592, предписывающее начало научно-исследовательской работы по созданию замены буксируемой пушки М-46. В ходе исследований были проработаны три варианта САУ. Первый — с открытой установкой орудия, второй — с рубочной установкой орудия, третий — с закрытой установкой орудия во вращающейся башне. В сентябре 1969 года материалы аванпроекта были рассмотрены комиссией Министерства обороны СССР. По результатам работ было выяснено, что оптимальной для новой самоходной пушки будет открытая установка орудия. Полученные проработки легли в основу ОКР под наименованием «Гиацинт-С» (индекс ГРАУ — 2С5). «Гиацинт» должен был поступить на вооружение артиллерийских полков и бригад корпусов и армий для замены 130-мм пушек М-46 и 152-мм пушек М-47.
Головным разработчиком 2С5 был назначен Уральский завод транспортного машиностроения, пушка 2А37 проектировалась в СКБ Пермского машиностроительного завода имени В. И. Ленина, за боеприпасы отвечал московский Научно-исследовательский машиностроительный институт. К весне 1971 года на Пермском машиностроительном заводе были изготовлены две баллистические установки с длиной ствола в 7200 мм для отработки боекомплекта орудия. Однако в результате несвоевременной поставки гильз испытания были начаты только в сентябре 1971 года и продолжались вплоть до марта 1972 года. Испытания показали, что снаряды при использовании полного заряда массой 18,4 кг имели начальную скорость 945 м/с, а дальность 28,5 км. На усиленном заряде массой 21,8 кг дальность составляла 31,5 км, а начальная скорость — 975 м/с. При этом отмечалось сильное воздействие дульной волны. Для устранения этого замечания масса порохового заряда была уменьшена до 20,7 кг, а также введена гладкая насадка на ствол орудия. В апреле 1972 года конструкция орудия была доработана, а к концу года на Уральский завод транспортного машиностроения были отправлены два опытных образца пушки 2А37 для установки в самоходное шасси. Опытные образцы САУ 2С5 были отправлены сначала на заводские, а затем на полигонные испытания. К 1974 году полный цикл испытаний САУ «Гиацинт-С» был завершён, после чего началась подготовка производства к серийному изготовлению.
В это же время на базе 2С5 разрабатывался и другой вариант САУ под обозначением 2С11 «Гиацинт-СК». Отличием от базового образца был картузный метод заряжания, призванный уменьшить стоимость производства зарядов за счёт исключения из состава латунных гильз. В ходе работы был использован научно-технический задел по картузным вариантам самоходных гаубиц 2С1 «Гвоздика» и 2С3 «Акация», однако окончательно к производству был принят вариант с раздельно-гильзовым заряжанием. 20 января 1975 года постановлением ЦК КПСС и Совета министров СССР № 68—25 самоходная пушка 2С5 «Гиацинт-С» была принята на вооружение Советской Армии.

## Серийное производство и модификации
|                                            | 2С5    | 2С5М    | 2С5М1   |
| ------------------------------------------ | ------ | ------- | ------- |
| Начало серийного производства              | 1976   | опытная | опытная |
| Боевая масса, т                            | 27,5   | 28,2    | 28,2    |
| Индекс орудия                              | 2А37   | 2А37М   |         |
| Калибр орудия, мм                          | 152,4  | 152,4   | 155     |
| Длина ствола, клб                          | 47     | 47      | 52      |
| Углы ВН, град.                             | −2…+57 | −2…+58  | −2…+58  |
| Возимый боезапас, выстр.                   | 30     | 30      | 30      |
| Максимальная дальность стрельбы ОФС, км    | 30,5   | 30,5    | 30      |
| Максимальная дальность стрельбы АР ОФС, км | 33,1   | 37      | 41      |
| Максимальная дальность стрельбы УАС, км    | 20     | 20      | 25      |
| Радиостанция                               | Р-123  |         |         |
| Аппаратура внутренней связи                | Р-124  |         |         |

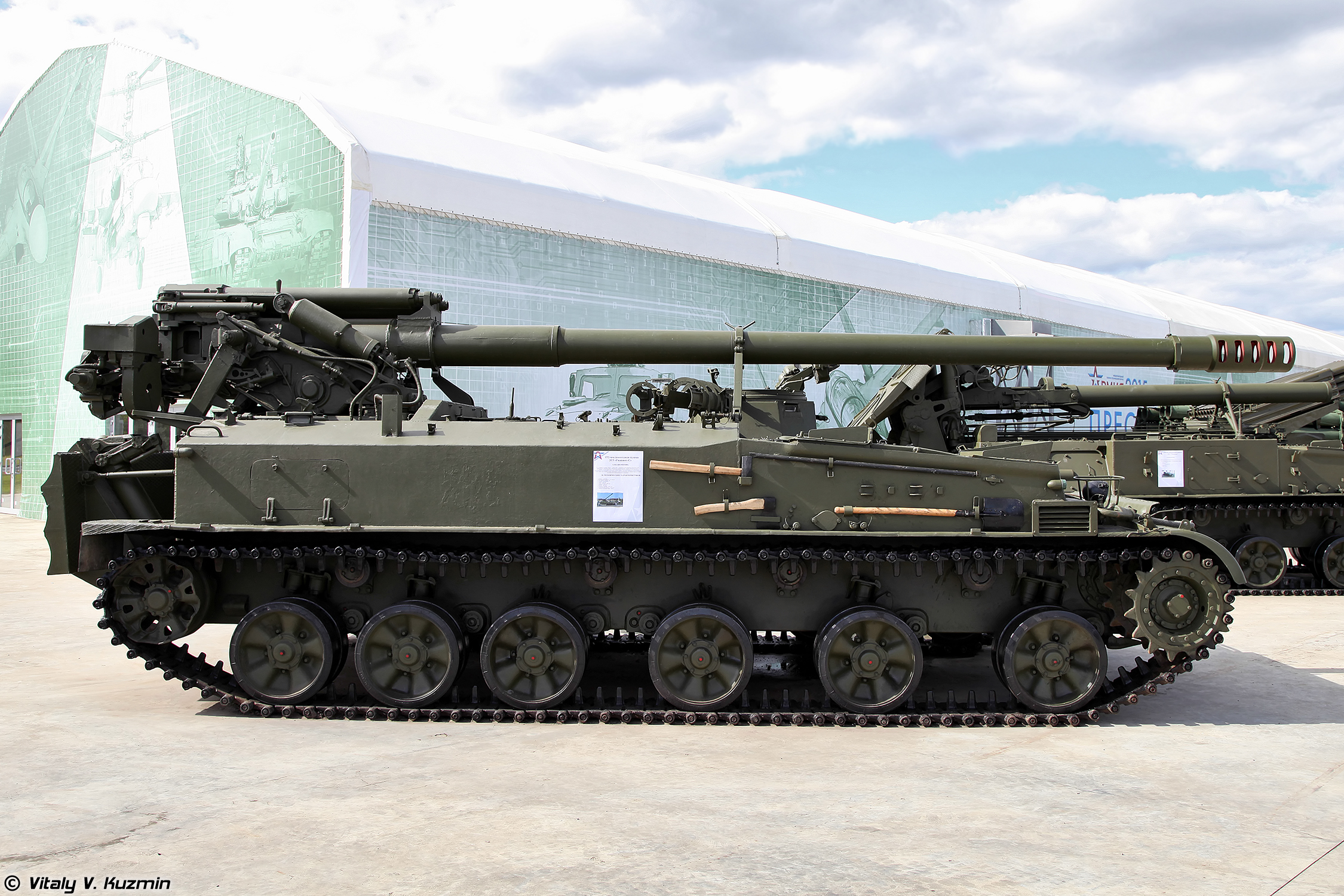
2С5 в парке «Патриот».

Первая установочная партия САУ 2С5 была изготовлена в 1976 году, а с 1977 года начато полномасштабное серийное производство на Уральском заводе транспортного машиностроения. Изготовлением пушки 2А37 занимался Пермский завод имени Ленина. Производство 2С5 продолжалось вплоть до развала Советского Союза и было остановлено в 1993 году, всего за 17 лет производства было выпущено до 2000 единиц 2С5.
После прекращения серийного производства в конце 1990-х годов в России были разработаны модернизированные варианты САУ 2С5, получившие обозначения 2С5М и 2С5М1. Модификация 2С5М отличается от базовой машины установкой АСУНО 1В514-1 «Механизатор-М», а также модернизированной артиллерийской частью, позволяющей использовать новые 152-мм осколочно-фугасные снаряды 3ОФ60 с донным газогенератором с максимальной дальностью стрельбы до 37 км. Модификация 2С5М1 отличается от 2С5М используемой артиллерийской частью калибра 155-мм, позволяющей применять снаряды L15A1 с дальностью стрельбы до 30 км, а также снаряды ERFB BB с дальностью стрельбы до 41 км. В 2004 году, при выполнении научно-исследовательской работы, на базе самоходной пушки 2С5 был изготовлен экспериментальный образец артиллерийской системы. Вместо 152-мм пушки 2А37 на САУ была установлена гаубица с баллистикой перспективной 152-мм артиллерийской установки «Коалиция».

## Описание конструкции

### Броневой корпус
Самоходная пушка 2С5 «Гиацинт-С» выполнена по безбашенной схеме с открытой установкой орудия. Корпус машины сварен из стальных броневых катанных листов и разделён на три отделения: силовое (моторно-трансмиссионное), отделение управления и боевое. В передней части корпуса по правому борту расположено моторно-трансмиссионное отделение. Слева от него находится место механика-водителя с органами управления шасси. За сиденьем механика водителя установлено рабочее место командира машины с поворотной башенкой. В средней и кормовой частях корпуса располагается боевое отделение. В средней части корпуса установлены механизированные укладки для размещения возимого боекомплекта. По обеим сторонам укладок вдоль бортов размещены сидения членов экипажа. По правому борту в передней части находится сидение оператора, в задней — наводчика. По левому борту установлено сиденье оператора. В кормовой части корпуса установлены четыре топливных бака, механизм стопорения подающих лотков и люк для подачи боеприпасов из боевого отделения. На кормовом листе корпуса установлены балки с шарнирами, на которых закреплена опорная плита САУ. На крыше на поворотной платформе установлена артиллерийская часть самоходной пушки. Пушка 2А37 имеет два положения — походное и боевое. В походном положении опорная плита поднята вертикально и находится за задним кормовым листом. В боевом — плита откидывается назад с помощью гидравлической системы и упирается в грунт. Механизм заряжания и механизированная укладка обеспечивают автоматизированный цикл заряжания. Механизм заряжания полуавтоматический с цепным транспортёром и электроприводом. С помощью механизма заряжания, элементы выстрелов перемещаются на линию досылания. При стрельбе подача выстрелов может осуществляться не только из боеукладки, но и с грунта. В боевом положении САУ, наводчик находится вне корпуса машины на поворотной платформе слева от пушки у прицельных приспособлений. Для защиты от пуль и осколков, рабочее место наводчика оборудовано броневой амбразурой. В передней части машины на нижней части лобового листа установлен отвал для самоокапывания. Толщина лобового листа составляет 30 мм.

### Вооружение

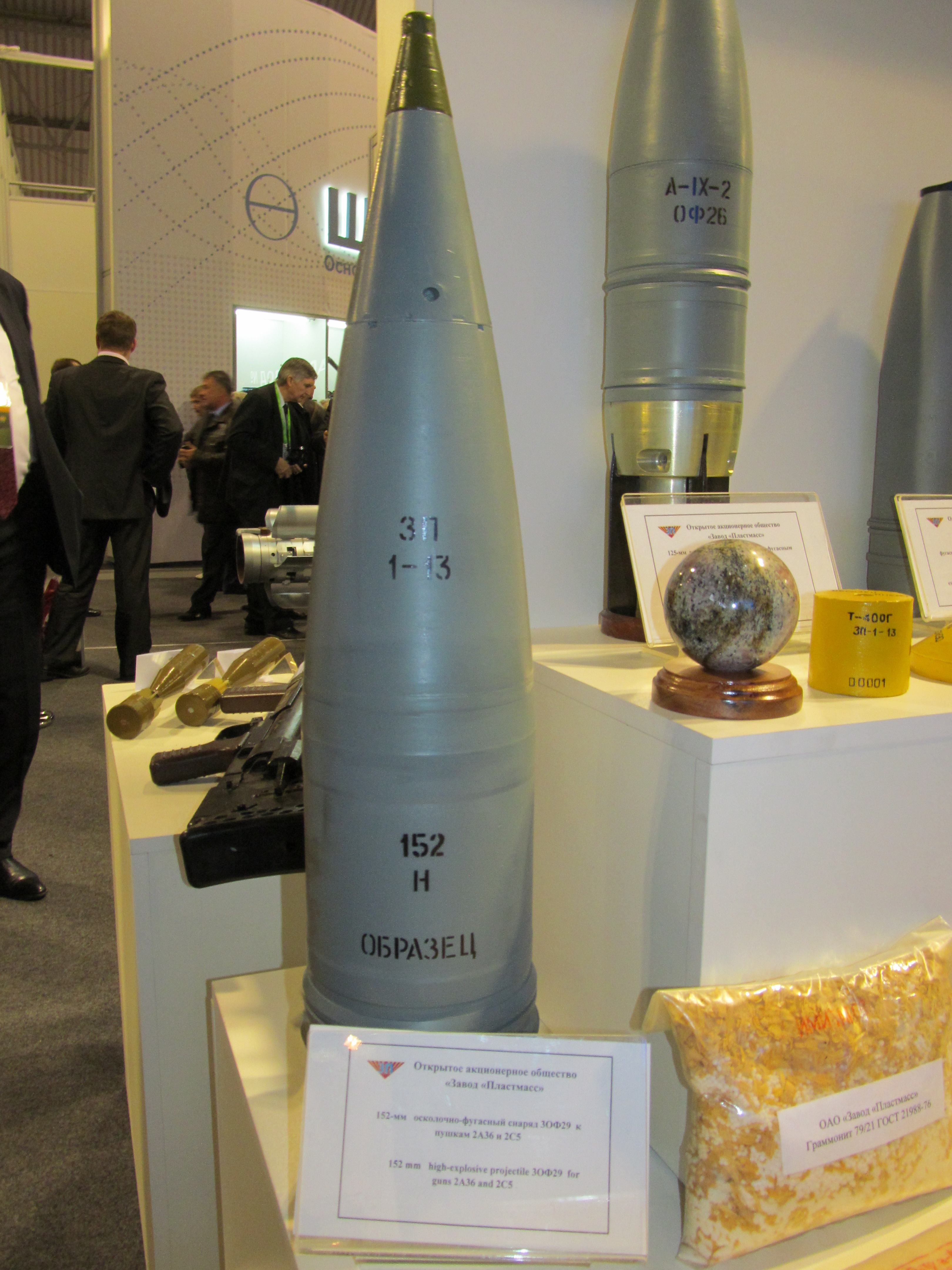
152-мм ОФС 3ОФ29

Основным вооружением является 152-мм пушка 2А37, обладающая максимальной скорострельностью 5—6 выстрелов в минуту. Основными узлами орудия 2А37 являются: ствол, затвор, электрооборудование, досылатель, противооткатные устройства, верхний станок, ограждение, уравновешивающий, поворотный и подъёмный механизмы. Ствол орудия представляет собой трубу-моноблок соединённую с казёнником муфтой, на дульном срезе трубы закреплён дульный тормоз с эффективностью 53 %. В казённике расположен горизонтально-клиновой затвор с полуавтоматикой скалочного типа. Цепной досылатель снаряда и заряда, предназначен для облегчения работы заряжающего. Противооткатные устройства состоят из гидравлического тормоза отката и пневматического накатника, заполненного азотом. Подъёмный и поворотный механизмы секторного типа, обеспечивают наведение орудия в диапазоне углов от −4 до +60° по вертикали и от −15 до +15° по горизонту. Пневматический уравновешивающий механизм служит для компенсации момента неуравновешенности качающейся части орудия. Верхний станок с орудием устанавливаются на центральный штырь в задней части крыши корпуса шасси 2С5. Откидная опорная плита, размещённая в корме корпуса, передаёт усилия выстрела на грунт, обеспечивая большую устойчивость САУ. Возимый боекомплект самоходной пушки «Гиацинт-С» составляет 30 выстрелов. Масса качающейся части — 3800 кг.
В основной боекомплект пушки 2А37 входят осколочно-фугасные снаряды 3ОФ29 с максимальной дальностью стрельбы в 28,5 км, а также снаряды 3ОФ59 с улучшенной аэродинамической схемой и максимальной дальностью стрельбы в 30,5 км. В настоящее время для 2С5 разработаны высокоточные снаряды «Краснополь» и «Сантиметр», для поражения бронетанковой техники в местах сосредоточения пусковых установок, долговременных оборонительных сооружений, мостов и переправ. При стрельбе управляемыми снарядами используется специальный заряд, отличный от применяемых в САУ 2С3 и 2С19. Кроме обычных типов боеприпасов, «Гиацинт-С» может вести огонь специальными ядерными боеприпасами 10 типов мощностью от 0,1 до 2 кт в тротиловом эквиваленте. Дополнительно САУ 2С5 оборудована 7,62-мм пулемётом ПКТ. Пулемёт установлен на вращающейся башенке командира, углы вертикального наведения составляют от −6° до +15°, а горизонтального — от 164° влево до 8° вправо. Для личного оружия расчёта предусмотрены пять креплений под автоматы АКМС, а также крепление для сигнального пистолета. Для борьбы с бронетехникой противника в корпусе САУ имеется крепление для противотанкового гранатомёта РПГ-7В. В случае возникновения опасности нападения с воздуха, в САУ находится переносной зенитно-ракетный комплекс 9К32М «Стрела-2М». В возимый боекомплект дополнительного вооружения входят: 1500 патронов для пулемёта, 1500 патронов для автоматов, 20 ракет к сигнальному пистолету, 5 гранат для противотанкового гранатомёта и 2 ракеты для переносного зенитно-ракетного комплекса.

#### Применяемые выстрелы
| Номенклатура боеприпасов    |                |               |                   |              |                    |                                 |                                     |
| Индекс выстрела             | Индекс снаряда | Индекс заряда | Масса снаряда, кг | Масса ВВ, кг | Масса выстрела, кг | Начальная скорость снаряда, м/с | Максимальная дальность стрельбы, км |
| Осколочно-фугасные          |                |               |                   |              |                    |                                 |                                     |
| 3ВОФ39                      | 3ОФ29          | 4Ж47          | 46                | 6,42         | 80,8               | 945                             | 28,5                                |
| 3ВОФ40                      | 3ОФ29          | 4Ж48          | 46                | 6,42         |                    | 775                             | 21,5                                |
| 3ВОФ41 (активно-реактивный) | 3ОФ30          | 4Ж47          |                   |              |                    |                                 | 33,1                                |
| 3ВОФ86                      | 3ОФ59          | 4Ж47          | 43,8              | 7,8          | 78,6               |                                 | 30,5                                |
| 3ВОФ87                      | 3ОФ59          | 4Ж48          | 43,8              | 7,8          |                    |                                 | 23                                  |
|                             | 3ОФ60          |               |                   |              |                    |                                 | 37                                  |
| Управляемые                 |                |               |                   |              |                    |                                 |                                     |
| «Сантиметр»                 | 3ОФ38          |               | 49,5              | 8,5          |                    |                                 | 12                                  |
| «Краснополь»                | 3ОФ39          |               | 50                | 6,5          |                    |                                 | 20                                  |
| Ядерные                     |                |               |                   |              |                    |                                 |                                     |
| «Ромашка»                   |                |               | 57                |              |                    |                                 |                                     |
| «Мята»                      |                |               | 57                |              |                    |                                 |                                     |
| «Аспект-1…4»                |                |               | 43                |              |                    |                                 |                                     |
| «Символизм-1…4»             |                |               | 43                |              |                    |                                 |                                     |

### Средства наблюдения и связи

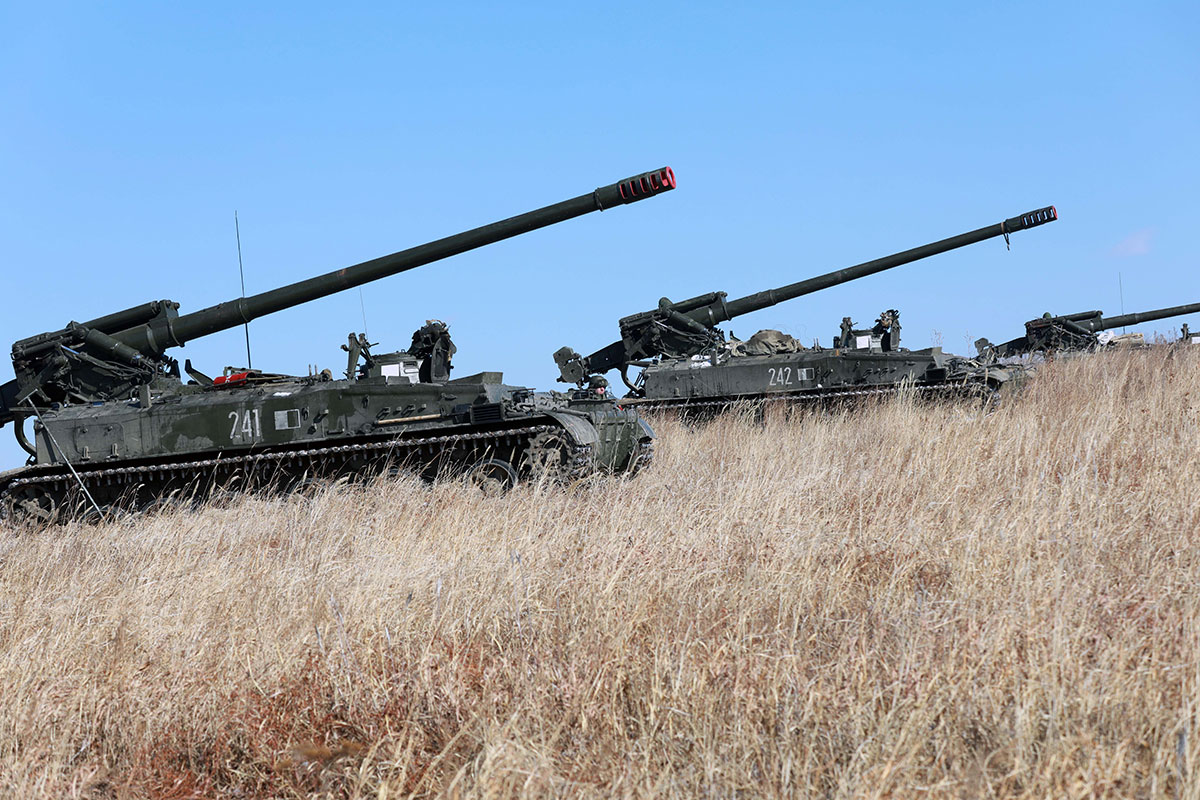
2C5 305-й абр во время полевого выхода 20 февраля 2020 года.

Для наведения орудия, осуществления разведки местности днём и в ночной период времени, а также для стрельбы из пулемёта, в командирской башенке установлен комбинированный прицел ТКН-3А с прожектором ОУ-3ГК. Место наводчика оборудовано артиллерийским панорамным прицелом ПГ-1М для стрельбы с закрытых огневых позиций и прицелом прямой наводки ОП-4М-91А для ведения огня по наблюдаемым целям. Место механика водителя оборудовано двумя призменными приборами наблюдения ТНПО-160, а также прибором ночного видения ТВН-2БМ для вождения в ночных условиях.
Внешняя радиосвязь поддерживается радиостанцией Р-123. Радиостанция работает в УКВ-диапазоне и обеспечивает устойчивую связь с однотипными станциями на расстоянии до 28 км в зависимости от высоты антенны обеих радиостанций. Переговоры между членами экипажа осуществляется через аппаратуру внутренней связи Р-124.

### Двигатель и трансмиссия
В 2С5 установлен V-образный 12-цилиндровый четырёхтактный дизельный двигатель В-59 жидкостного охлаждения с инерционным наддувом мощностью 520 л. с. Кроме дизельного топлива, двигатель имеет возможность работы на керосине марок ТС-1, Т-1 и Т-2.
Трансмиссия механическая, двухпоточная, с планетарным механизмом поворота. Имеет шесть передних и две задних передачи. Максимальная теоретическая скорость движения на шестой передней передаче составляет 60 км/ч. На второй задней передаче обеспечивается скорость движения до 14 км/ч.

### Ходовая часть
Ходовая часть 2С5 представляет собой модифицированное шасси СПТП СУ-100П и состоит из шести пар обрезиненных опорных и четырёх пар поддерживающих катков. В задней части машины находятся направляющие колёса, в передней — ведущие. Гусеничная лента состоит из мелких звеньев с резинометаллическими шарнирами цевочного зацепления. Ширина каждого трака 484 мм при шаге 125 мм. Подвеска 2С5 — индивидуальная торсионная. На первом и шестом опорных катках установлены двухсторонние гидроамортизаторы.

## Операторы

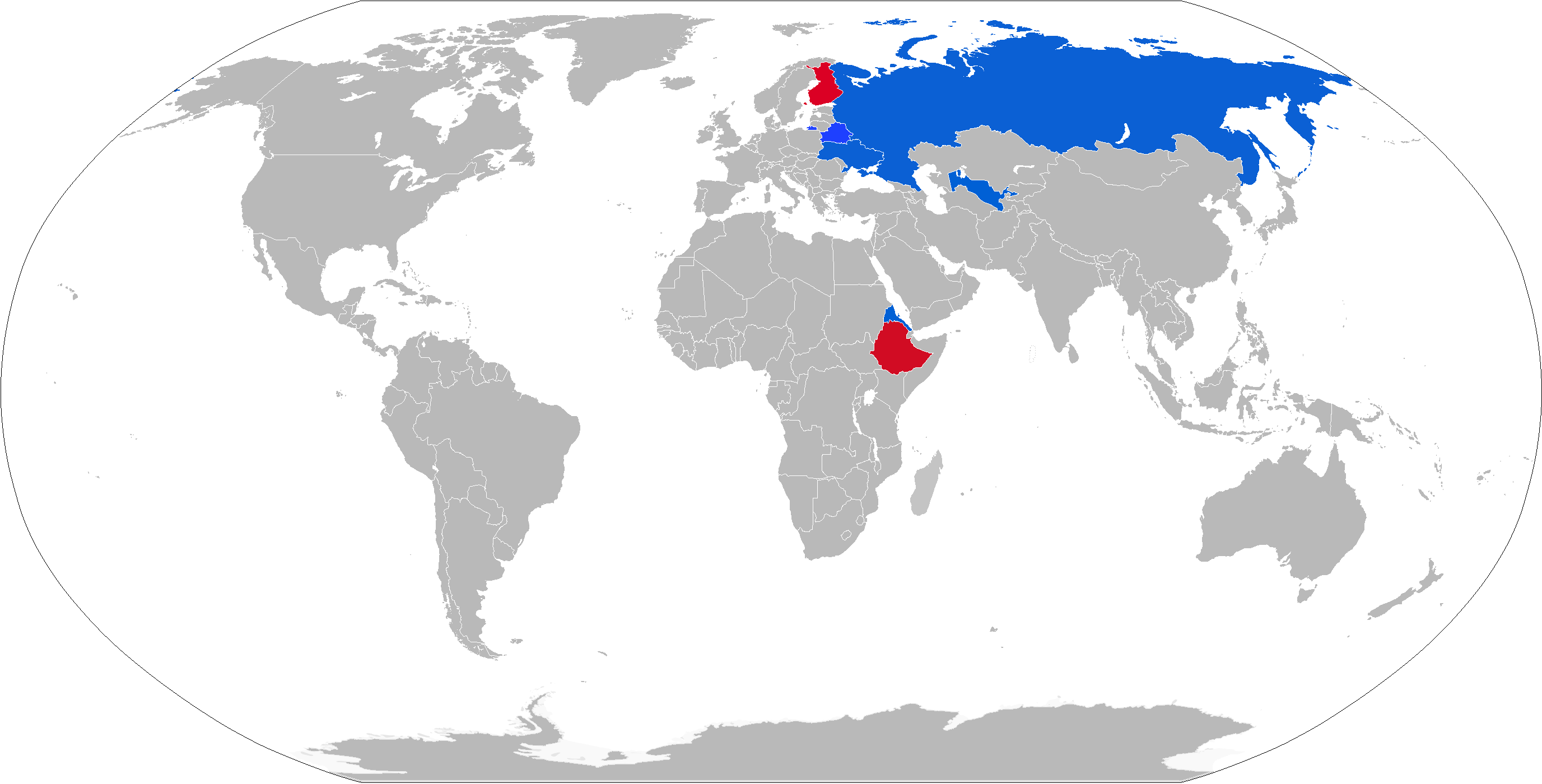
Карта операторов 2С5 "Гиацинт" на 2021 год
На вооружении
Снято с вооружения

### Действующие операторы
- Беларусь — 107 единиц 2С5 на вооружении по состоянию на 2024 год[24]
- Россия — 120 единиц 2С5 на вооружении и 750 единиц 2С5 на хранении по состоянию на 2024 год[25]
- Узбекистан — некоторое количество 2С5 на вооружении по состоянию на 2024 год[26]
- Украина — некоторое количество 2С5 на вооружении по состоянию на 2024 год[27]
- Эритрея — 13 единиц 2С5 на вооружении по состоянию на 2024 год[28]

### Бывшие операторы
- СССР — около 500 единиц 2С5 в Европейской части, по состоянию на 1990 год[29]
- Финляндия — 18 единиц 2С5 (Telak 91) по состоянию на 2010 год[30]
- Эфиопия — всего поставлено 10 единиц 2С5[31]

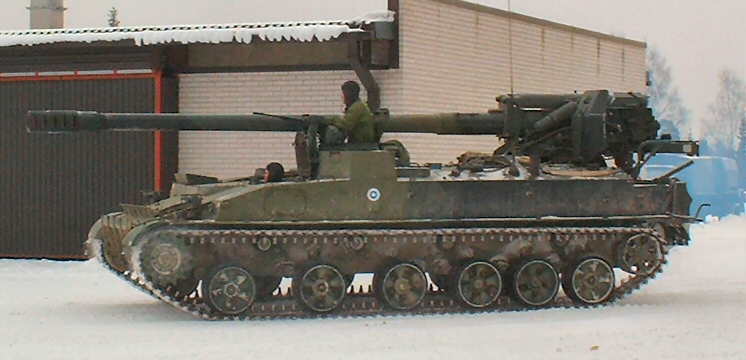
Самоходная пушка 2С5 «Гиацинт-С» СВ Финляндии.
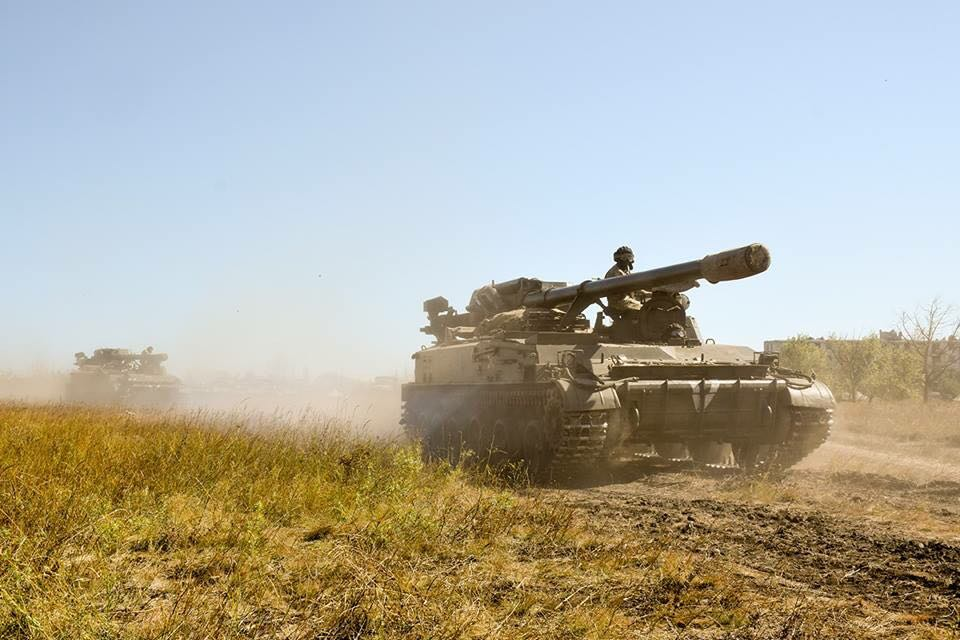
Самоходная пушка 2С5 «Гиацинт-С» СВ Украины.

## Служба и боевое применение

### Организационная структура
Самоходная пушка 2С5 поступала на вооружение артиллерийских полков и бригад общевойсковых армий Сухопутных войск СССР на замену пушкам М-46 и М-47. Каждая артиллерийская бригада насчитывала 5 дивизионов (4 пушечно-самоходных артиллерийских и 1 разведывательный), каждый артиллерийский дивизион состоял из трёх батарей. Артиллерийские батареи состояли из шести самоходных орудий 2С5 (итого 18 орудий в дивизионе), однако в некоторых дивизионах имелось по 4 батареи из 6 152-мм орудий или по 3 восьмиорудийных батареи (то есть 24 орудия в дивизионе).

### Служба
Самоходные пушки 2С5 состояли на вооружении следующих формирований:
1. Войсковая часть (в/ч) полевая почта 25526. 308-я пушечно-самоходная артиллерийская бригада ГСВГ: 72 единицы 2С5 по состоянию на 1990 год[5].
2. 13-й артиллерийский полк: 24 единицы 2С5 по состоянию на 1990 год[5].
3. 111-я артиллерийский полк: 24 единицы 2С5 по состоянию на 1990 год[5].
4. 178-я артиллерийская бригада: 48 единиц 2С5 по состоянию на 1990 год[5].
5. 211-я артиллерийская бригада: 60 единиц 2С5 по состоянию на 1990 год[5].
6. 231-я артиллерийская бригада: 24 единицы 2С5 по состоянию на 1990 год[5].
7. 235-я артиллерийская бригада: 24 единицы 2С5 по состоянию на 1990 год[5].
8. 303-я гвардейская артиллерийская бригада: 72 единицы 2С5 по состоянию на 1990 год[5].
9. 385-я гвардейская артиллерийская бригада: 72 единицы 2С5 по состоянию на 1990 год[5]. В 2005—2006 годах в 385-й артиллерийской бригаде было проведено перевооружение. 2С5 «Гиацинт-С» был снят с вооружения бригады и заменён на 2С19 «Мста-С».
10. 387-я гвардейская артиллерийская бригада: 72 единицы 2С5 по состоянию на 1990 год[5].

1. в/ч № 02561. 9-я гвардейская артиллерийская бригада (9 абр): 48 единиц 2С5 по состоянию на 2000 год[34].
2. в/ч № 62048. 30-я артиллерийская бригада (30 абр): некоторое количество 2С5 по состоянию на 2015 год[35].
3. в/ч № 02901. 165-я артиллерийская бригада (165 абр): некоторое количество 2С5 по состоянию на 2016 год[36].
4. В/ч № 39255. 305-я гвардейская артиллерийская бригада (305 абр): 18 единиц 2С5 по состоянию на 2009 год[34].
5. в/ч № 32755. 385-я гвардейская артиллерийская бригада (385 абр): 65 единиц 2С5 по состоянию на 2000 год[34].
6. в/ч № 35390. 39-я отдельная мотострелковая бригада (39 омсбр): 36 единиц 2С5 по состоянию на 2012 год[34].
7. 7014-я база хранения и ремонта вооружения и техники (7014 БХиРВТ): 36 единиц 2С5 по состоянию на 2009 год[34].
8. 7020-я Харбинская база хранения и ремонта вооружения и техники (7020 БХиРВТ): 54 единицы 2С5 по состоянию на 2009 год[34].
9. Пермский ПСХ: 52 единицы 2С5 по состоянию на 2000 год[34].
10. Пермский 39-й арсенал (39 Арс-В): 23 единицы 2С5 по состоянию на 2000 год[34].

### Боевое применение
Боевое крещение самоходная пушка 2С5 приняла во время войны в Афганистане. 152-мм осколочно-фугасные снаряды позволяли гарантировано уничтожать любое укрепление противника. Ограниченно применялись в составе батальонных тактических групп в Первую чеченскую кампанию.
В 2014 году в ходе войны в Донбассе 2С5 использовалась пророссийскими сепаратистами и украинскими войсками.
Применяется обеими сторонами во время вторжения России на Украину (2022).

## Оценка машины
|                                            | 2С5         | M107   | Bkan-1A | M1975 | Catapult | NORINCO 130 mm |
| ------------------------------------------ | ----------- | ------ | ------- | ----- | -------- | -------------- |
| Начало серийного производства              | 1976        | 1962   | 1966    | 1975  | 1987     | опытная        |
| Боевая масса, т                            | 27,5        | 28,17  | 53      | 20    | 40       | 30             |
| Экипаж, чел.                               | 5           | 5      | 5       |       |          | 5              |
| Калибр орудия, мм                          | 152,4       | 175    | 155     | 130   | 130      | 130            |
| Длина ствола, клб                          | 47          | 60     | 50      | 55    | 55       | 55             |
| Углы ВН, град.                             | −2…+57      | −2…+65 | −2…+45  |       | −2…+45   | −5…+65         |
| Углы ГН, град.                             | 30          | 60     | 30      |       |          |                |
| Возимый боезапас, выстр.                   | 30          | 2      | 14      |       | 30       | 38             |
| Максимальная дальность стрельбы ОФС, км    | 28,5 (30,5) | 32,7   | 25,6    | 27    | 27       | 27             |
| Максимальная дальность стрельбы АР ОФС, км | 33 (37)     | —      | —       | 37    | 37       | 37             |
| Масса ОФС, кг                              | 43,8        | 66,8   | 48      | 33,4  | 33,4     | 33,4           |
| Боевая скорострельность, выстр/мин         | 5—6         | 1,5    | 14      |       |          |                |
| Калибр зенитного пулемёта, мм              | 7,62        | —      | —       | —     | —        | 12,7           |
| Максимальная скорость по шоссе, км/ч       | 62,8        | 54,7   | 28      |       |          | 55             |
| Запас хода по шоссе, км                    | 500         | 725    | 230     |       |          | 450            |

В 1970-е годы Советским Союзом была реализована программа переоснащения Советской армии новыми образцами артиллерийского вооружения. Первым образцом стала самоходная гаубица 2С3, представленная общественности в 1973 году, за ней последовали: 2С1 в 1974 году, 2С4 в 1975 году, 2С5 в 1976 году и 2С7 в 1979 году. Благодаря новой технике Советский Союз существенно повысил живучесть и манёвренность своих артиллерийских войск. В 1982 году самоходные пушки 2С5 были размещены в ГСВГ. В случае боевых действий со странами-участницами НАТО, системы «Гиацинт» позволяли Советскому Союзу реализовать тактику ограниченного применения тактического ядерного вооружения в ходе наступательных операций.
К моменту начала серийного производства САУ 2С5, на вооружении США уже находилась 175-мм корпусная самоходная гаубица M107. По сравнению с M107 САУ 2С5 обладала большей скорострельностью и скоростью движения. Возимый боекомплект 2С5 был существенно больше (30 выстрелов против 2), фактически к САУ M107 придавалась транспортная машина с боекомплектом. Выгодным отличием «Гиацинта» от САУ M107 является размещение всего экипажа под броневой защитой корпуса во время марша. Через год после начала серийного производства 2С5 Министерство обороны США потеряло интерес к САУ M107 и инициировало программу модернизации существующих самоходных гаубиц до уровня 203-мм гаубиц M110A2, к 1981 году все САУ M107 были переделаны в самоходные гаубицы M110A2.

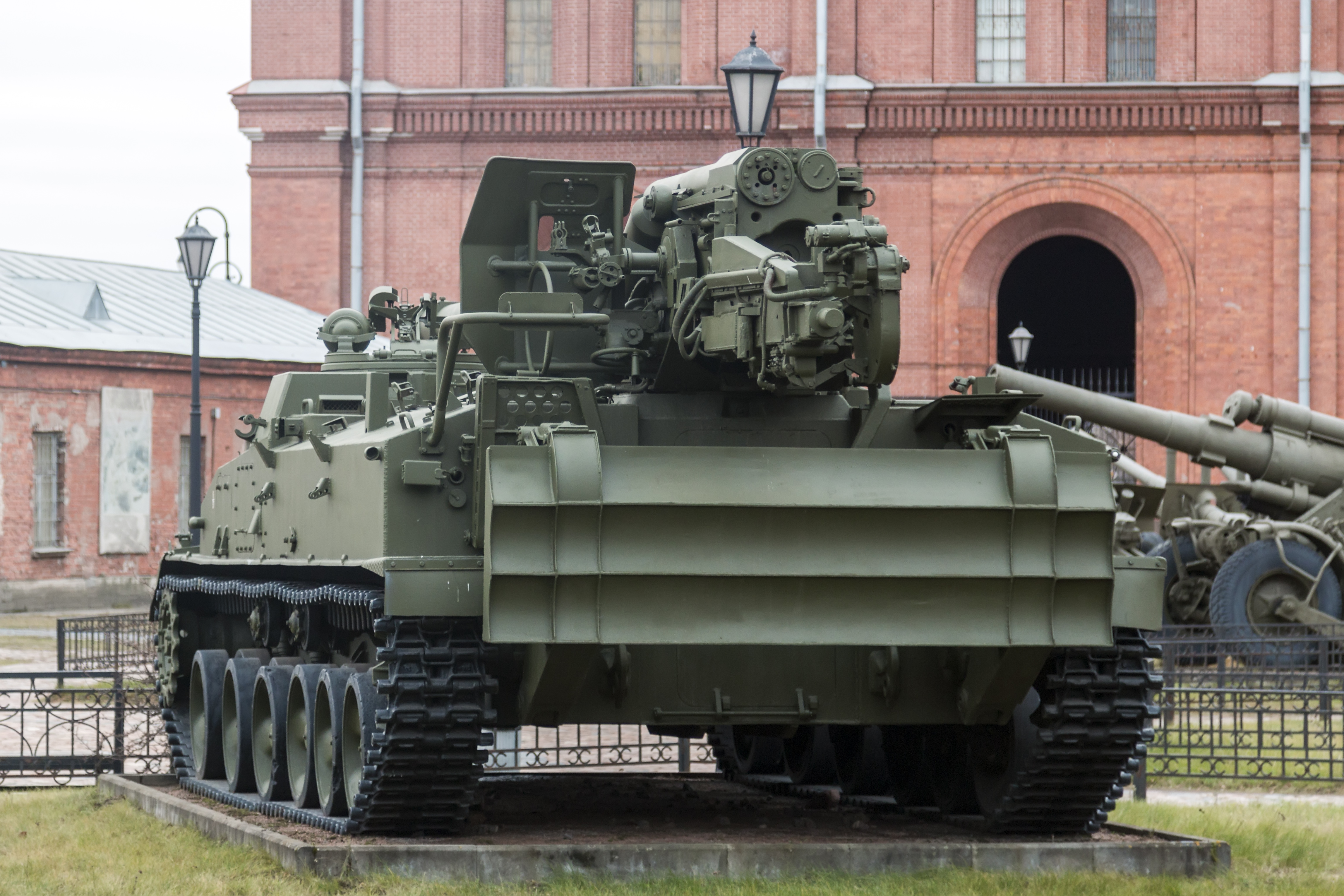
2С5 в Военно-историческом музее артиллерии, инженерных войск и войск связи, вид сзади.

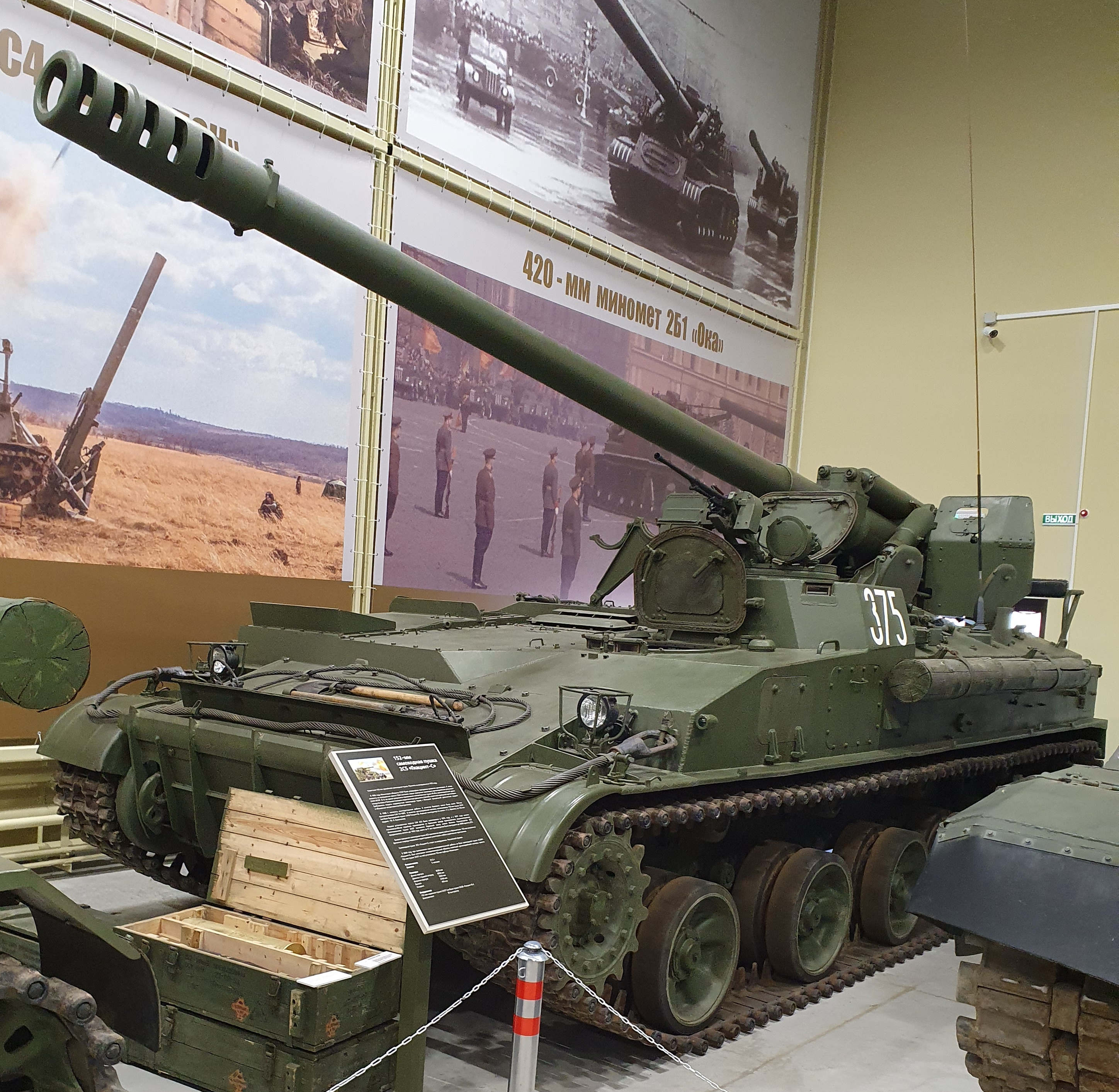
САУ 2С5 «Гиацинт» в Музее отечественной военной истории, вид спереди.

Аналоги артиллерийских систем 2С5 и M107 разрабатывались и в других странах. В КНДР в 1975 году была создана 130-мм САУ M1975. Система представляла собой модифицированную версию тягача АТ-С с установленной 130-мм пушкой М-46. M1975 поступала на вооружение самоходных артиллерийских бригад армейского и корпусного звена армии КНДР. В Китае на базе 152-мм дивизионной САУ Тип 83 была создана 130-мм опытная корпусная самоходная пушка. Вместо 152-мм гаубицы устанавливалась китайская копия 130-мм пушки М-46.
В 1960 году шведская компания Bofors разработала 155-мм самоходную пушку «Bandkanon-1A». К 1965 году был завершён полный цикл испытаний, а в 1966 году пушка поступила в серийное производство. Производство велось до 1968 года, всего было изготовлено 28 машин. САУ «Bandkanon-1A» может вести стрельбу только фугасным выстрелом M60 унитарного заряжания, имеющим начальную скорость 865 м/с и максимальную дальность стрельбы 25,6 км. Возимый боекомплект из 14 снарядов размещён в специальном магазине. Первая досылка снаряда в камору производится вручную, остальные выстрелы подаются автоматически. По сравнению с аналогами такая схема заряжания позволяла САУ за 48 секунд отстрелять весь свой боекомплект и покинуть огневую позицию. Однако, несмотря на преимущества перед САУ 2С5, самоходная пушка «Bandkanon-1A» имела и недостатки: меньшая максимальная дальность стрельбы и возимый боекомплект, а также общая масса составляла более 50 тонн, что влекло за собой низкую максимальную скорость передвижения и ограниченный запас хода.
По результатам индо-пакистанской войны индийские военные высоко оценили контрбатарейные свойства буксируемых пушек М-46, поэтому силам военно-промышленного комплекса Индии был разработан самоходный вариант этой системы под названием «Catapult». САУ представляла собой шасси танка «Виджаянта» с установленной на него артиллерийской частью пушки М-46. К концу 1980-х годов Индией было принято решение перевода имеющихся САУ «Catapult» на калибр 155 мм.
В ходе боевого применения в Афганистане САУ 2С5 хорошо себя зарекомендовала, особенно отмечалась надёжность шасси САУ. По сравнению с орудиями типа Д-20 и М-47 эффективность осколочно-фугасного действия снарядов 3ОФ29 выше в 1,4—4 раза. По оценкам западных специалистов, применение САУ 2С5 в контрбатарейной борьбе позволяет в 5 раз сократить время подготовки орудия к стрельбе по сравнению с буксируемыми системами. При сравнении САУ «Гиацинт-С» с системами предыдущего поколения на подавление батареи самоходных гаубиц M109 САУ 2С5 требуется на 25 % меньше боеприпасов (270 осколочно-фугасных снарядов против 360).

## Где можно увидеть
Россия:
- г. Екатеринбург — музей «Уралтрансмаш»;
- г. Верхняя Пышма, Свердловская область — Музейный комплекс УГМК;
- г. Красноармейск (Московская область) — на постаменте у входа в ФКП «НИИ „Геодезия“»;
- г. Москва — Центральный музей Вооружённых Сил;
- г. Пермь — Музей ОАО «Мотовилихинские заводы»;
- г. Санкт-Петербург — Военно-исторический музей артиллерии, инженерных войск и войск связи;
- г. Тольятти — Технический музей имени К. Г. Сахарова;
- д. Падиково, Истринский район Московской области — Музей отечественной военной истории.
- г. Новокузнецк, Сквер имени Г.К.Жукова.
- поселок Шаховская, Московская область, Музей военной техники.

САУ 2С5 «Гиацинт-С» в Техническом музее имени К. Г. Сахарова
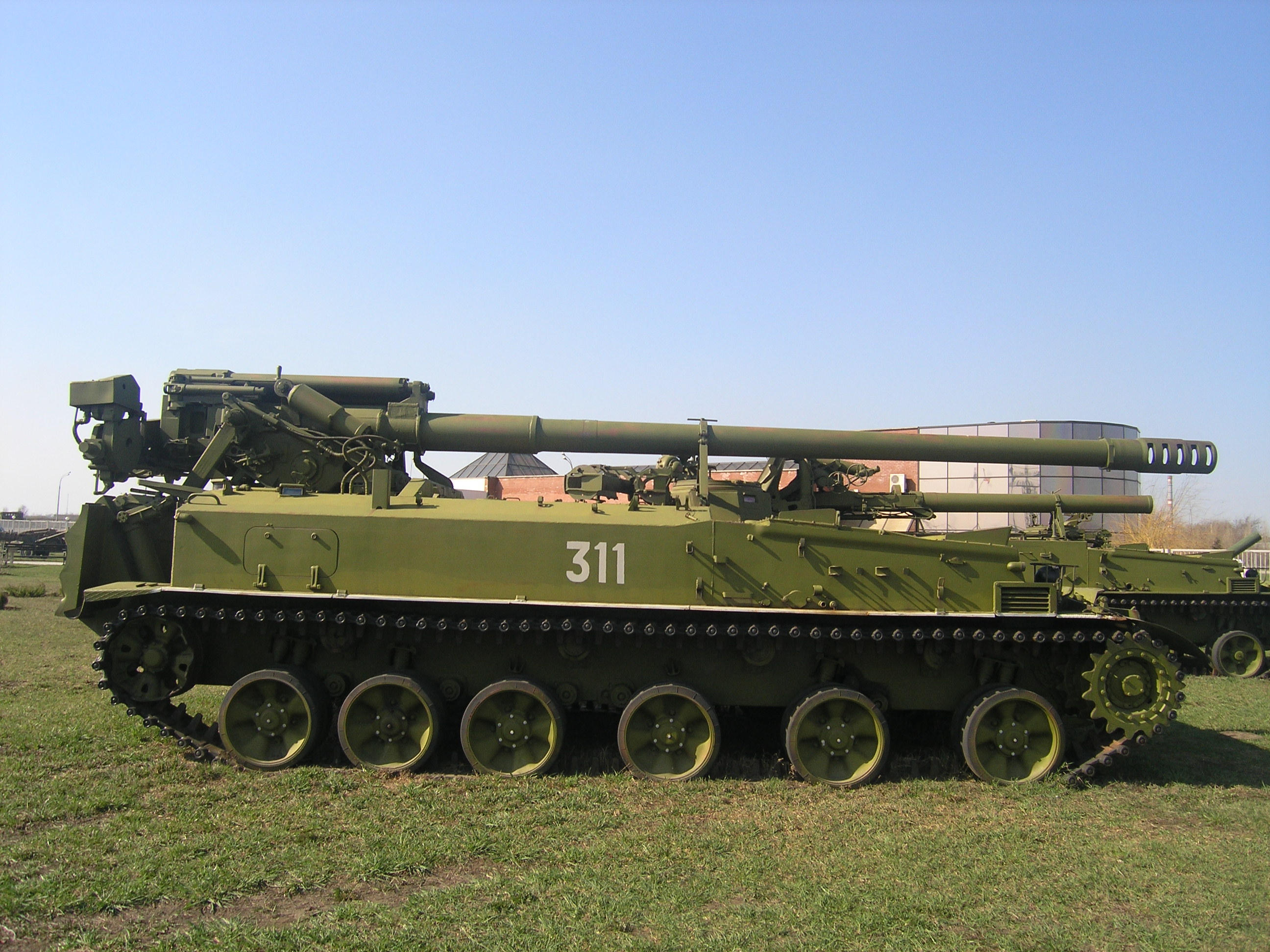
Вид справа
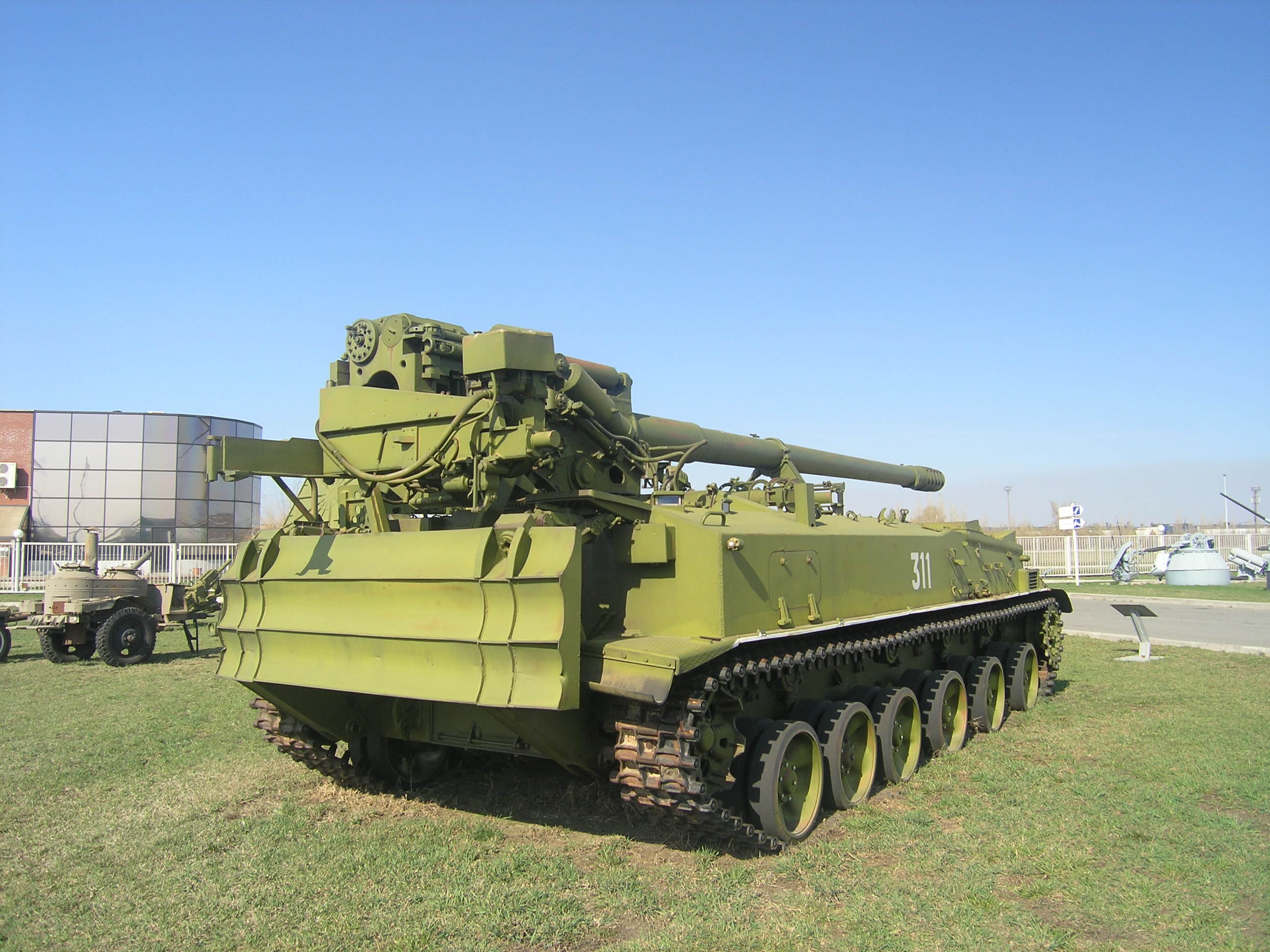
Вид сзади
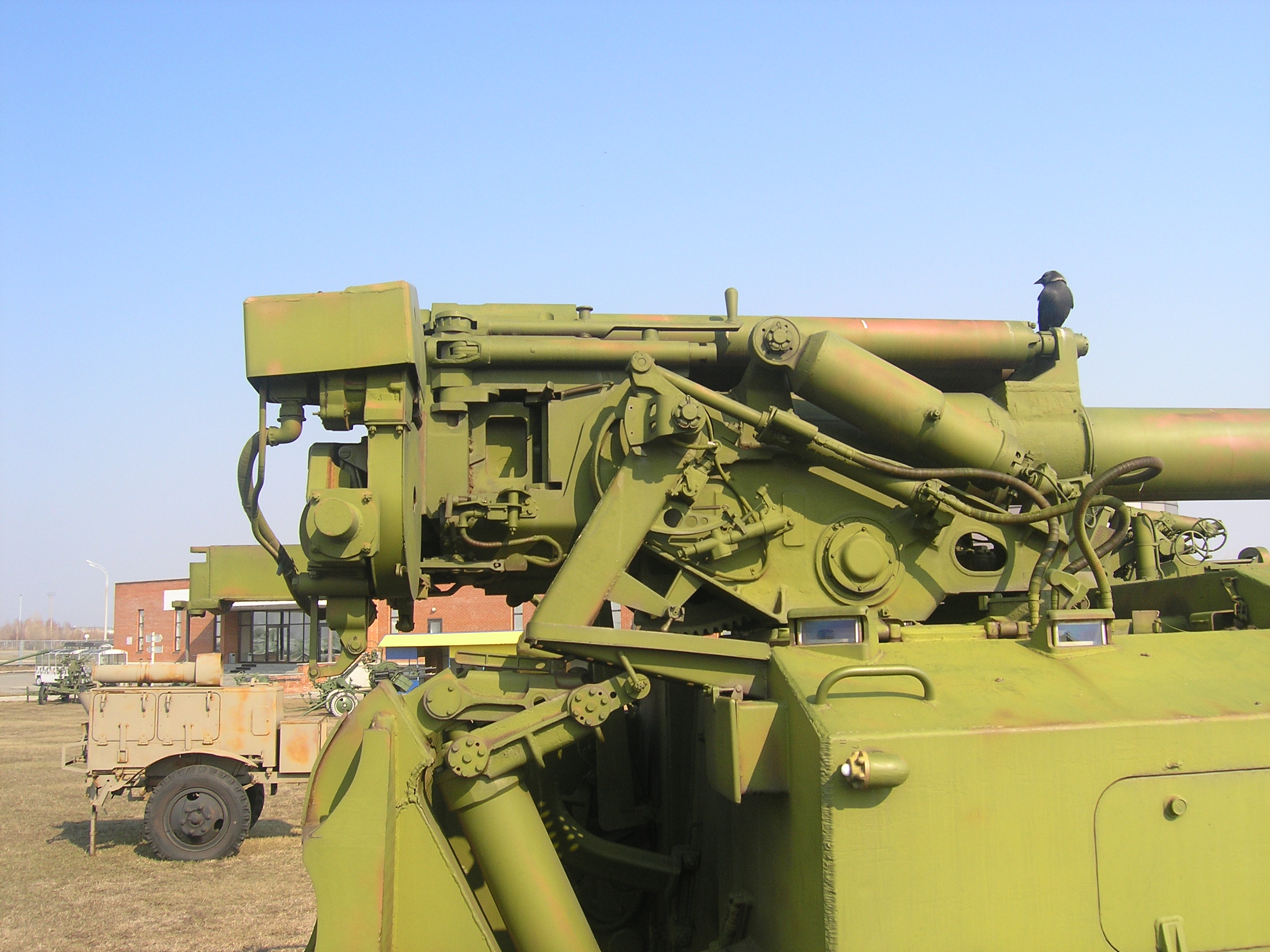
Установка орудия 2А37

### Сноски
1. ↑  На максимальном заряде.
2. ↑  Применяется только в пушке 2С5М.
3. ↑  Для снарядов 3ОФ59.
4. ↑  Для снарядов 3ОФ60.